# 2000年11月逝世人物列表
2000年逝世人物列表：1月 - 2月 - 3月 - 4月 - 5月 - 6月 - 7月 - 8月 - 9月 - 10月 - 11月 - 12月
2000年11月逝世人物列表，是用於匯總2000年11月期間逝世人物的列表。

## 依日期排序

### 1日
- 喬治·阿姆斯壯，56歲，英格蘭足球運動員和教練，腦出血。[1]
- 大衛·克魯克（David Crook），90歲，英中混血活動家和間諜。[2]
- 伯納德·艾哈德，66歲，美國演員。
- 史蒂夫·埃文斯，58歲，美國賽車運動廣播員。[3]
- 謝爾·霍勒（Kjell Holler），75歲，挪威經濟學家和政治家。[4]
- 史蒂文·朗西曼，97歲，英國歷史學家。[5]

### 2日
- 小埃迪·柯林斯，83歲，美國棒球運動員。[6]
- 羅伯特·科米爾（Robert Cormier），75歲，美國作家和記者，血栓併發症。[7]
- 邁克爾·赫爾曼，57歲，法裔美國數學家。[8]
- 蘇·賴德，76歲，英國男爵夫人、慈善機構創始人。[9]
- Simeon Simeonov，54歲，保加利亞足球守門員。[10]
- Avatus Stone，69歲，美國橄欖球運動員，癌症。[11]

### 3日
- 萊昂納多·本韋努蒂（Leonardo Benvenuti），77歲，義大利編劇。[12]
- 鮑勃·布萊恩特，82歲，美國橄欖球運動員。[13]
- Charles F. Hockett，84歲，美國語言學家。[14]
- 羅伯特·謝勞·詹森，68歲，英國作曲家和音樂學家。[15]
- 喬治·范德曼，84歲，美國佈道家和廣播員。[16]

### 4日
- Vernel Fournier，72歲，美國爵士鼓手，死於腦出血。[17]
- 斯蒂芬妮勞倫斯，50歲，英國歌手和女演員，死於肝病。[18]
- 阿瑪利亞·埃爾南德斯，83歲，墨西哥芭蕾舞編舞家。[19]
- 約翰·雷諾茲，77歲，美國物理學家。[20]
- 伊恩·斯內登，80歲，蘇格蘭數學家。[21]

### 5日
- 艾蒂安·艾格納，95歲，奧地利裔美國時裝設計師。
- 迪奧尼西奧·阿爾塞，73歲，巴拉圭足球運動員。[22]
- 大衛·布勞爾，88歲，美國環保主義者。[23]
- 吉米·戴維斯，101歲，美國歌手、詞曲作者和政治家（路易斯安那州州長）。[24]
- 維克多·格里尼奇，75歲，美國半導體行業先驅，前列腺癌患者。[25]
- 亨里克·蘭格，92歲，瑞典海岸砲兵軍官。
- 弗朗西斯·李，94歲，美國電影演員。[26]
- 威拉德·馬歇爾，79歲，美國棒球運動員。[27]
- 比比·蒂蒂·穆罕默德，74歲，坦桑尼亞政治家和活動家。
- 傑克·奧布萊恩，86歲，美國娛樂記者。
- 羅傑·佩雷菲特，93歲，法國作家、外交官，帕金森病患者。[28]
- 弗朗西斯·C·羅伯茨，83歲，美國歷史學家。
- 格列布·薩維諾夫，85歲，蘇聯和俄羅斯畫家和藝術教師。
- 胡绳，82歲，中國馬克思主義理論家、歷史學家。
- 瑪麗·辛克萊，77歲，美國女演員。[29]

### 6日
- 托爾尼·安德伯格（Torgny Anderberg），81歲，瑞典演員和電影導演。
- 埃迪·布魯馬（Eddy Bruma），75歲，蘇里南政治家、律師和作家，在搶劫中受傷。
- 赫伯特·布倫（Herbert Brün），82歲，德國作曲家，電子和計算機音樂的先驅。[30]
- L·斯普拉格·德·坎普，92歲，美國作家。[31]
- 約翰·麥克菲爾（John McPhail），76歲，蘇格蘭足球運動員。[32]
- Stefaniya Stanyuta，95歲，蘇聯和白俄羅斯戲劇和電影女演員。
- 瓦西裡·耶爾紹夫（Vasiliy Yershov），51歲，烏克蘭標槍運動員和奧運選手。[33]

### 7日
- 塔拉·切里安，87歲，印度社會活動家和政治家。
- 哈爾·福勒，73歲，美國撲克玩家，糖尿病。
- 朱利葉斯·哈特里，93歲，德國飛機設計師和製造商。[34]
- 吉姆·哈欽森，103歲，英國板球運動員和百歲老人。[35]
- Nimalan Soundaranayagam，50歲，斯里蘭卡泰米爾教師和政治家，被暗殺。
- 奇丹巴拉姆·蘇布拉馬尼亞姆，90歲，印度政治家和獨立活動家。[36]
- 瑞典的英格麗德，90歲，丹麥腓特烈九世的王后。[37]
- 吉村公三郎，89歲，日本電影導演，心力衰竭。[38]
- 鮑里斯·扎科德，82歲，俄羅斯詩人、兒童作家。[39]

### 8日
- 布萊恩·博伊德爾，83歲，愛爾蘭作曲家。[40]
- Elio Crovetto，73歲，義大利演員和喜劇演員。
- 杜帕，55歲，比利時漫畫家，腦溢血。[41]
- 約翰·萊維托，55歲，美國空軍裝載長，榮譽勳章獲得者，死於癌症。[42]
- 迪克·莫裡西，60歲，英國爵士音樂家和作曲家，癌症。[43]
- 法裡斯·奧德，14歲，巴勒斯坦男孩示威者，被以色列國防軍槍殺。
- 約瑟夫·平科夫斯基，71歲，波蘭總理。
- 斯韋特蘭娜·卡納·拉德維奇，62歲，黑山建築師。
- Jan van der Vaart，69歲，荷蘭陶藝家。[44]

### 9日
- 東千代之介，74歲，日本演員和舞蹈家，心力衰竭。
- 亨利·貝洛，75歲，法國足球運動員。
- Vasantrao S. Dempo，84歲，印度實業家和慈善家。
- Avedis Donabedian，81歲，黎巴嫩裔美國醫生。[45]
- 舍伍德·約翰斯頓，73歲，美國賽車手。
- 庫爾特·科赫，81歲，德國足球經理。[46]
- 費倫茨·梅耶爾，92歲，匈牙利足球運動員。[47]
- 埃迪·米勒，84歲，美國橄欖球運動員。[48]
- 埃里克·莫利，82歲，英國電視主持人。[49]
- 休·帕迪克，85歲，英國演員（BBC廣播節目Round the Horne）。[50]

### 10日
- Adamantios Androutsopoulos，81歲，希臘律師和政治家，總理（1973-1974）。
- 雅克·沙班-德爾馬斯，85歲，法國戴高樂主義政治家和法國總理，死於心臟病發。[51]
- 豪爾赫·費爾南德斯-瑪律多納多，78歲，秘魯政治家，總理（1976年）。
- 鮑勃·馬修森，70歲，英格蘭足球運動員和裁判。[52]
- 沃爾特·P·麥康納，92歲，美國外交官和大使。
- 艾倫·泰森，74歲，英國音樂學家。[53]
- Dawn-Marie Wesley，14歲，加拿大欺淩受害者，上吊自殺。

### 11日
- 雷福德·巴恩斯，80歲，美國演員。
- 詹姆斯·莫里斯·布勞特，73歲，美國人類學家和地理學家。[54]
- 雨果·波斯，86歲，蘇里南法官、作家和詩人。[55]
- 約瑟夫·沙珀，37歲，奧地利聾啞高山滑雪運動員，在奧地利登山纜車大火中喪生。[56]
- 桑德拉·施密特，19歲，德國自由式滑雪運動員，在奧地利登山纜車大火中喪生。[57]

### 12日
- 哈爾瓦·比約克，72歲，瑞典演員，肺癌。
- 約翰·伯里，75歲，英國佈景設計師、服裝設計師和燈光設計師。[58]
- 維姆·科恩，77歲，荷蘭數學家。[59]
- 尤金·安東尼奧·馬里諾，66歲，美國羅馬天主教主教，死於心臟病發。[60]
- 弗朗西絲·默瑟，85歲，美國電影女演員。[61]
- Franck Pourcel，87歲，法國作曲家、編曲家和指揮家，死於帕金森病。[62]
- 莉亞·拉賓，72歲，以色列總理伊紮克·拉賓的妻子，死於肺癌。[63]

### 13日
- 梅納赫姆·阿什肯納齊，66歲，以色列國際足球裁判。
- 格奧爾基·金普，63歲，羅馬尼亞政治家和政治犯，遭遇交通事故。[64]
- 奧黛麗·斯圖巴特，105歲，美國百歲老人，也是已知最年長的全職員工。
- 吉姆·懷斯，81歲，美國音樂作曲家。[65]

### 14日
- Len Gabrielson，85歲，美國棒球運動員。[66]
- 阿爾塔夫·高哈爾（Altaf Gauhar），77歲，巴基斯坦作家、記者和詩人，癌症患者。[67]
- 维斯瓦夫·加沃夫斯基（Wiesław Gawłowski），50歲，波蘭排球運動員和教練，交通事故。[68]
- Earl W. Renfroe，93歲，美國牙醫和正畸學先驅。
- Pietro Rimoldi，89歲，義大利自行車手。[69]
- 羅伯特·特勞特，91歲，美國廣播新聞記者。[70]

### 15日
- 朱汝瑾（Ju-Chin Chu），中華民國中央研究院第5屆（數理科學組）院士。[71]
- 愛德華多·阿涅利，46歲，義大利足球俱樂部董事，實業家Gianni Agnelli的兒子，自殺。[72]
- 鮑比·科利爾，70歲，美國橄欖球運動員。[73]
- G. V. Desani，91歲，英裔印度小說家、詩人和社會評論員。[74]
- 伯納德·加德尼，91歲，英國橄欖球運動員。
- 穆斯塔克·加茲達爾，60歲，巴基斯坦電影攝影師。
- 瓦茨拉夫·霍拉克，88歲，捷克足球運動員和經理。[75]
- 里納爾多·馬蒂諾，79歲，義大利-阿根廷足球運動員。[76]
- Pietro Pasinati，90歲，義大利足球運動員和經理。[77]
- 約瑟夫·羅伯特·肖恩菲爾德，73歲，美國數理邏輯學家。
- Jens Jørgen Thorsen，68歲，丹麥藝術家、導演和爵士音樂家。[78]
- 哈裡·韋伯，92歲，澳大利亞政治家。
- 西蒙·威格，40歲，英國賽車手，腦瘤。

### 16日
- Joe C.，26歲，美國說唱歌手，音樂家和炒作人，乳糜瀉併發症。
- 拉斯·康威，75歲，英國流行音樂鋼琴家。[79]
- 約瑟夫·埃特爾，75歲，德國政治家，死於燒傷併發症。
- 艾哈邁德·卡亞，43歲，土耳其民謠歌手，死於心臟病發。
- DJ Screw，29歲，美國DJ和說唱歌手，服用可待因過量而死。
- Irmantas Stumbrys，28歲，立陶宛足球運動員，自殺身亡。[80]
- 貝尼蘇夫大主教阿塔納修斯，77歲，埃及科普特東正教主教。[81]
- 何西阿·威廉姆斯，74歲，美國民權領袖、科學家和政治家，死於癌症。[82]

### 17日
- 歐陽兆和（Chaoho Ouyang），中華民國中央研究院第一十五屆（生命科學組）院士。[71]
- 保羅·布朗，85歲，美國律師。
- 弗朗西斯·詹寧斯，美國歷史學家。[83]
- William J. Murnane，55歲，美國埃及學家和作家。[84]
- 路易·奈爾，95歲，法國物理學家。[85]
- Hans Scherenberg，90歲，德國汽車工程師兼高管（戴姆勒賓士）。
- 比姆·謝爾曼，50歲，牙買加音樂家。
- 亞歷山大·佐裡奇，75歲，南斯拉夫和塞爾維亞自行車賽車手。[86]

### 18日
- 康斯坦丁·克里熱夫斯基，74歲，俄羅斯足球運動員。
- Jaap van der Leck，89歲，荷蘭足球經理。[87]
- 休伯特·米勒，82歲，美國雪橇運動員。[88]
- Lochlainn O'Raifeartaigh，67歲，愛爾蘭理論粒子物理學家。
- Emin Sabitoglu，63歲，亞塞拜然電影音樂作曲家。
- 金·斯伯丁，84歲，美國電影、電視和戲劇演員。[89]
- 伊利亞·斯塔里諾夫，100歲，蘇聯軍官。
- Torstein Tynning，68歲，挪威政治家。

### 19日
- 喬治·科斯馬斯·阿迪博（George Cosmas Adyebo），53歲，烏干達政治家和經濟學家，癌症患者。
- 羅伯特·埃斯卡彼特，82歲，法國學者、作家和記者。[90]
- 查理斯·拉夫，61歲，美國律師，心臟病發作。
- 詹姆斯·羅素·威金斯，96歲，美國駐聯合國大使。[91]

### 20日
- 莫裡斯·巴里，82歲，英國電視製片人。
- 蓋洛德·卡特，95歲，美國管風琴家和電影配樂作曲家。[92]
- 尼古拉·多勒扎爾，101歲，捷克-蘇聯核物理學家。
- 芭芭拉·雅尼謝夫斯卡，63歲，波蘭中長跑運動員和奧運獎牌得主。[93]
- 維亞切斯拉夫·科喬諾奇金（Vyacheslav Kotyonochkin），73歲，蘇聯/俄羅斯動畫導演、動畫師和藝術家。[94]
- 邁克·穆斯（Mike Muuss），42歲，美國計算機程式師（軟體實用程式Ping），交通事故。[95]
- 卡勒·帕塔洛，81歲，芬蘭小說家，死於肺癌。[96]

### 21日
- 西里爾·克拉克，93歲，英國醫生、遺傳學家和昆蟲學家。[97]
- 克里夫·福南德，99歲，斯里蘭卡音樂家。
- 齊格蒙特·加德茨基，62歲，波蘭足球運動員。[98]
- 喬·加斯帕雷拉，73歲，美國橄欖球運動員。[99]
- 漢斯·威廉·科普克，86歲，德國動物學家、鳥類學家和爬行動物學家。
- 哈拉爾德·萊普尼茨，74歲，德國演員，肺癌。[100]
- 歐內斯特·盧赫，63歲，西班牙經濟學家和政治家，被埃塔暗殺。[101]
- Åke Pettersson，74歲，芬蘭足球運動員。
- 埃米爾·扎托佩克，78歲，捷克斯洛伐克跑步運動員、奧運會冠軍，中風。[102]

### 22日
- 卡羅琳·本恩，74歲，美國教育家和作家，乳腺癌患者。[103]
- 卡洛斯·卡多佐，莫三比克記者，兇殺案。
- 傑克·戴森，66歲，英國板球運動員和足球運動員。[104]
- 弗里茨·芬德，80歲，德國航空工程師。
- 道格·赫本，74歲，加拿大強人，舉重運動員，死於潰瘍穿孔。
- 大衛·赫默林，63歲，美國外交官，駐挪威大使。
- Alick Jeffrey，61歲，英格蘭足球運動員。
- 克利斯蒂安·馬昆德（Christian Marquand），73歲，法國導演、演員和編劇，阿爾茨海默病。[105]
- 納雷什·梅塔（Naresh Mehta），78歲，印度作家。
- 百田義浩，54歲，日本職業摔跤手和擂臺播音員，死於肝功能衰竭。
- 西奧多·莫諾，98歲，法國博物學家、探險家和人文主義者。[106]
- 肯尼斯·皮科克（Kenneth Peacock），78歲，加拿大民族音樂學家、作曲家和鋼琴家。[107]
- 傑拉爾德·索芬（Gerald Soffen），74歲，美國NASA科學家和教育家。[108]

### 23日
- 康拉德·沃斯·巴克，87歲，英國作家和記者。[109]
- 弗洛倫斯·貝爾，87歲，英國生物化學家和學者。
- 艾爾瑪·米切爾（Elma Mitchell），81歲，英國詩人。[110]
- 布萊恩·羅林森（Brian Rawlinson），69歲，英國演員和編劇。
- 雷納·昂溫（Rayner Unwin），74歲，英國出版商，癌症。[111]
- 伯納德·沃豪斯（Bernard Vorhaus），95歲，美國電影導演。[112]

### 24日
- 費利克斯·埃爾維蒂·巴塞羅那，90歲，西班牙羅馬天主教神父。[113]
- 斯拉夫科·巴爾巴裡奇，54歲，克羅埃西亞作家、詩人和天主教神父。[114]
- 卡拉·卡波尼，81歲，義大利遊擊隊員和政治家。[115]
- Paul Lyneham，55歲，澳大利亞記者和電視節目主持人，死於肺癌。
- 瓦桑塔·桑達納亞克（Wasantha Sandanayake），83歲，斯里蘭卡歌手。
- 穆罕默德·阿斯拉姆·瓦坦賈爾（Mohammad Aslam Watanjar），阿富汗將軍和政治家，癌症。

### 25日
- 休·亞歷山大，83歲，美國職業棒球運動員和球探。[116]
- 卡尼托，44歲，西班牙足球運動員，吸毒過量。[117]
- 弗雷德里克·卡斯，87歲，加拿大政治家。
- 詹姆斯·迪茨，70歲，美國人類學家。[118]
- 馬里奧·賈科梅利，75歲，義大利攝影師和攝影記者。[119]
- 弗洛里澤·格拉斯波爾，91歲，牙買加總督。
- 雷蒙·雅諾，83歲，法國政治家。[120]
- 奧斯汀·羅林森，98歲，英國游泳運動員和奧運會選手。[121]
- 格德·維斯珀曼，74歲，德國演員。[122]

### 26日
- 拉爾夫·貝茨，101歲，英國小說家。[123]
- Piet Biesiadecki，80歲，美國雪橇運動員和奧運選手。[124]
- 奧托·比特爾曼，89歲，德國政治家，聯邦議院議員。
- 帕迪·多尼根，77歲，愛爾蘭政治家。
- 小坂善太郎，88歲，日本政治家，死於腎功能衰竭。
- Carlo Simi，76歲，義大利佈景和服裝設計師和建築師。
- 塞巴斯蒂亞諾·廷帕納羅，77歲，義大利古典語言學家、散文家和文學評論家。[125]

### 27日
- 林耀华，中国社会学界、人类学界、民族学界专家。
- 安妮·巴頓，76歲，美國女演員。[126]
- 瑪律科姆·布拉德伯里，68歲，英國作家和文學評論家。[127]
- 埃琳娜·塞爾內伊，76歲，羅馬尼亞歌劇女中音和音樂學家。[128]
- 威利·坎寧安，75歲，蘇格蘭足球運動員。
- 維吉，34歲，印度女演員，自殺。
- 喬治·威爾斯，91歲，美國編劇和製片人。[129]
- 多蘿西·伍爾福克，87歲，美國漫畫編輯。[130]

### 28日
- 格雷格·巴頓，88歲，美國演員。
- 羅伯特·本特利，93歲，美國動畫師。
- 卡羅爾·博爾特，59歲，加拿大劇作家，死於肝癌。
- 瑪律科姆·布拉德伯里，68歲，英國作家和學者。
- 邁克爾·克萊默，70歲，德國演員。[131]
- 亨利·岡薩雷斯，84歲，美國民主黨政治家（1961-1999年德克薩斯州眾議院議員）。[132]
- Liane Haid，105歲，奧地利女演員。[133]
- 伯納德·盧蒂克，57歲，法國電影攝影師。[134]
- Len Shackleton，78歲，英格蘭足球運動員。[135]

### 29日
- 李汶靜，香港記者。
- Marvel Cooke，97歲，美國記者，作家和民權活動家，死於白血病。[136]
- Margaret Early，80歲，美國電影女演員，死於心臟衰竭。[137]
- Lee Fogolin，Sr.，73歲，加拿大冰球運動員（底特律紅翼隊，芝加哥黑鷹隊）。
- Lou Groza，76歲，美式橄欖球運動員（克利夫蘭布朗隊），職業橄欖球名人堂成員。[138]
- 利亞姆·漢密爾頓，72歲，愛爾蘭法官，首席大法官（1994-2000）。[139]
- 伊爾瑪·默克爾三世，78歲，愛沙尼亞詩人和公關人員。

### 30日
- 弗拉基米爾·阿尼奇，70歲，克羅埃西亞語言學家和詞典編纂者，死於前列腺癌。[140]
- 奧爾加·博加耶夫斯卡婭，85歲，蘇聯和俄羅斯畫家和平面藝術家。
- 弗拉基米爾·德迪耶爾，76歲，第二次世界大戰期間塞爾維亞政治家和遊擊隊戰士。
- Jānis Kalniņš，96歲，拉脫維亞裔加拿大作曲家和指揮家。
- 勝田清孝，52歲，日本連環殺手和小偷，被處以絞刑。
- 安苏马内·马内，幾內亞比索士兵和叛軍，在行動中陣亡。
- 埃洛伊絲·賈維斯·麥格勞，84歲，美國作家，癌症。[141]
- 格哈德·舍德爾，43歲，奧地利作曲家，自殺。[142]
- 斯科特·史密斯，45歲，加拿大搖滾貝斯手，溺水身亡。[143]
- Skeets Tolbert，91歲，美國爵士音樂家和樂隊領隊。[144]